# Cabicerans (el Meüll)
Cabicerans és un indret i partida del terme municipal de Castell de Mur, dins de l'antic terme de Mur, al Pallars Jussà. Pertany al territori del poble del Meüll.
Està situat a la dreta de lo Barranquill i del barranc de l'Espona, al sector nord-occidental del terme, prop del límit amb el municipi de Tremp (antic terme de Fígols de Tremp). És al nord-est del lloc on conflueixen la Serra del Castell, el Serrat de les Bancalades i el Serrat de Purredó, a ponent del paratge dels Prats.